# Liste der Monuments historiques in Murvaux
Die Liste der Monuments historiques in Murvaux führt die Monuments historiques in der französischen Gemeinde Murvaux auf.

## Liste der Objekte
| Bezeichnung                                             | Beschreibung                                                   | Standort                                       | Kennzeichnung | Schutzstatus | Datum | Bild |
| ------------------------------------------------------- | -------------------------------------------------------------- | ---------------------------------------------- | ------------- | ------------ | ----- | ---- |
| Zwei Skulpturen: Madonna mit Kind und heiliger Medardus | Stein, farbig gefasst, bezeichnet 1786                         | in der Kirche Présentation-de-la-Vierge (Lage) | PM55002137    | Inscrit      | 1992  |      |
| Pietà                                                   | Stein, 16. Jahrhundert                                         | in der Kirche Présentation-de-la-Vierge (Lage) | PM55002139    | Inscrit      | 1997  |      |
| Grabstein für Jean Gilles                               | mit Stifterinschrift des Marienaltars; Marmor, bezeichnet 1641 | in der Kirche Présentation-de-la-Vierge (Lage) | PM55002136    | Inscrit      | 1992  |      |
| Ziborium                                                | Silber, vergoldet, zwischen 1809 und 1819                      | in der Kirche Présentation-de-la-Vierge (Lage) | PM55002138    | Inscrit      | 1994  |      |
| Epitaph für Jean Gilles                                 | mit einer Messstiftung; Marmor, bezeichnet 1641                | in der Kirche Présentation-de-la-Vierge (Lage) | PM55002135    | Inscrit      | 1992  |      |